# 529 v. Chr.
Portal Geschichte | Portal Biografien | Aktuelle Ereignisse | Jahreskalender | Tagesartikel

◄ |
7. Jahrhundert v. Chr. |
6. Jahrhundert v. Chr. |
5. Jahrhundert v. Chr. |
►

◄ | 540er v. Chr. | 530er v. Chr. | 520er v. Chr. | 510er v. Chr. |
500er v. Chr. |
►

◄◄ | ◄ | 532 v. Chr. | 531 v. Chr. | 530 v. Chr. | 529 v. Chr. |
528 v. Chr. |
527 v. Chr. |
526 v. Chr. |
► |
►►